# Sissach Frogs
| Sissach Frogs (Gegründet: 1985)                                                      |
| - Mitglied beim SBSV                                                                 |
| Teams Baseball                                                                       |
| - Nationalliga B - 1. Liga                                                           |
| Ballpark                                                                             |
| Tannenbrunn, Sissach                                                                 |
|                                                                                      |
| Schweizer Meistertitel                                                               |
| -                                                                                    |
| Cupsiege                                                                             |
| 2006                                                                                 |
| Teilnahme an Turnieren in Europa                                                     |
| - C.E.B. Cup (B-Pool) - 1994 • 1996 - European Cupwinners Cup (B-Pool) - 2006 • 2007 |
| Offizielle Homepage                                                                  |
| www.frogs-baseball.ch                                                                |

Der Baseball und Softball Club Frogs Sissach (kurz Sissach Frogs) ist ein Verein aus Sissach, der mit verschiedenen Mannschaften in den Schweizer Baseball- und Softball-Ligen teilnimmt. Die erste Mannschaft spielt in der Baseball Nationalliga A des Schweizerischen Baseball- und Softball-Verbandes SBSV.

## Geschichte
Der Verein wurde 1985 in Sissach gegründet und nahm im Jahr 1986 erstmals an der Schweizer Nationalliga B teil. Im Jahr 1989 gewannen die Frogs die Nationalliga B und schafften für die darauffolgende Saison erstmals den Sprung in die Nationalliga A, in der sie sich jedoch nicht halten konnten.
Nach dem erneuten Sieg der Nationalliga B im Jahr 1991 konnten sich die Frogs von 1992 bis ins Jahr 1999 in der Nationalliga A halten. Für die Saison 2000 stieg der Verein freiwillig in die 1. Liga ab, schaffte jedoch den Durchmarsch und spielte von 2002 bis 2011 in der Nationalliga A. 2012 stieg sie erneut freiwillig in die NLB ab. 2015 stiegen die Frogs wieder in die Nationalliga A auf. Gleichzeitig nahm eine zweite Mannschaft in der 1. Liga am Meisterschaftsbetrieb teil.

## Erfolge
- 2004: Gewinn des Finkstonball in Attnang Puchheim / Österreich
- 2006: Gewinn des Swiss Cup (7-4 im Finalspiel gegen die Geneva Dragons am 10. September 2006)